# 2022年5月邻水县2019冠状病毒病聚集性疫情
2022年5月邻水县2019冠状病毒病聚集性疫情是指自2022年5月9日起，在中华人民共和国四川省广安市邻水县爆发的2019冠状病毒病本土聚集性疫情。5月9日，一名长期往来邻水和重庆之间网约车司机是被发现的最早感染者。5月9日至19日，四川省广安市已累计报告本土感染者1050人，其中1044例集中在临水县。经过连续多日落实防疫措施，5月23日，邻水县实现社会面清零。